# 옛날 TV
옛날 TV는 SBS에서 2007년 6월 17일부터 2007년 11월 4일까지 매주 일요일 5시 30분에 방송되었던《일요일이 좋다》 종영 코너 중 하나다. 줄여서 〈옛따〉라고 부르는데 뒤로 갈수록 소재가 고갈되면서 게스트의 영향력이 따라 시청률이 좌지우지되어 첫 회 시청률이 7.3%, 마지막회 시청률이 7.4%에 머물러 21회 만에 단명했다.
이렇게 되자 SBS는 《일요일이 좋다》를 2007년 11월 중순부터 와이드 편성시켰고 이 과정에서 《웃찾사》가 같은 달 5일부터 목요일 오후 11시 10분으로 돌아왔다.

## 개요
- 방송시간 : 일요일 오후 5시 30분
  - 본방송 : SBS
- 진행MC : 한영, 김주희

## 게스트
7회 게스트는 당시 디워를 재작한 심형래였으며 2007 변방의 북소리를 만들기도 했다 이날 심형래외 다른게스트는 송은이, 장재영이였으며 기본 출연진은 유재석, 신정환, 하하, 윤종신, 김주희 아나운서였다.